# Karel VII. Francouzský
Karel VII. Francouzský, přezdívaný Vítězný (le Victorieux) (22. února 1403, Paříž – 22. července 1461, Mehun-sur-Yevre) vládl v letech 1422–1461 francouzskému království. Jeho jméno je neodmyslitelně spjato se jménem Johanky z Arku. I její zásluhou dovedl Francii k úspěšnému ukončení stoleté války.

## Život
Pocházel z dynastie Valois a byl pátým synem Karla VI. a Isabely Bavorské. Králem se stal v roce 1422 uprostřed občanské války mezi Armagnaky a Burgunďany, která navíc byla komplikovaná anglickou vojenskou intervencí z vítězné bitvy u Azincourtu (1415). Jeho duševně chorý otec ho ve smlouvě z Troyes vydědil ve prospěch anglického Jindřicha V. a jeho syna Jindřicha VI. Karel však pod záminkou duševní nezpůsobilosti svého otce tuto smlouvu odmítl. Byl korunován jako král Karel VII. 17. července 1429 v Remeši v přítomnosti Johanky z Arku.
Řadou ordonancí zajistil také relativní klid uvnitř země. Výrazně upevnil královskou moc, čímž podpořil vzrůstající centralistické tendence tehdejší Francie. Provedl dvě důležité reformy – peněžní a vojenskou. Zavedl pevné daně a stálé žoldnéřské vojsko, závislé na královské moci. V jeho reformách dále pokračoval jeho syn Ludvík XI.
Po roce 1453 byla Francie zpustošená, oslabená, král ztratil velkou část své moci a vazalové královské koruny nabyli tak obrovského sebevědomí, že začali tvořit státy uvnitř států. Před Karlem VII. stál velký úkol – musel zemi vrátit její lesk. Prvním úkolem v řadě tak bylo vyřešit problém finanční a armádní. Největší podíl na pustošení a rozkrádání země měly loupežnické tlupy, které se po válce objevily a rabovaly, kde se dalo. Karel se situaci pokusil vyřešit bez feudálních vojsk, aby jejich moc co nejvíce oslabil, a na pomoc si přivolal farní obce, které musely králi každá dodat po jednom lučištníkovi s padesáti šípy. Tento lučištník byl osvobozen od daní, ale musel se zúčastnit pravidelných cvičení, po kterých jimi král doplňoval tzv. „ordonanční jednotky“, tedy královskou gardu složenou ze žoldnéřů. Feudální rytířstvo se stalo jen rezervním sborem, což se mu rozhodně nezamlouvalo, ale bálo se s tím něco udělat – král si totiž krátce po konci války vytyčil privilegium v podobě vlastnictví všeho dělostřelectva. K udržování takové armády byly nezbytné daňové příjmy, které ve válkou neustále ohrožené Francii nebyly tak pikantním tématem, jako na druhé straně Lamanšského průlivu. Vztahy feudálů a krále se zde přece jenom odvíjely v naprosto jiném duchu, což Karlovi VII. umožnilo Francii opět udělat silnou.
Krátce po svém nástupu na trůn se ze sotva uznaného dauphina stal arbitr celé Evropy a „sloup křesťanství“. Podíl na tom měl hlavně obchodník jménem Jacques Coeur (Jakub Srdce), který zbohatl obchodem s drahými kovy a poté vybudoval obrovskou síť svých poboček v Levantě. Říká se, že rytířské křížové výpravy do Svaté země selhaly, ale výpravy kupců zacelily všechny rány – v době Karla VII. do Orientu nejezdily jiné lodě, nežli ty s francouzskými královskými liliemi. Jacques Cœur se stal velvyslancem královské koruny v Levantě, ale také hlavním finančníkem královské pokladny, což králi umožnilo obrátit pozornost zpět do Francie a soustředit se na nevyhnutelný zápas s „pány liliového květu“, což je souhrnné označení pro vazaly z královské krve (vévodské domy Burgundských, Anjou a Bourbonů). Největším nepřítelem krále bylo Burgundské vévodství, které fakticky bylo královstvím bez královského titulu. Filip III. Dobrý, vévoda burgundský, rozšířil svou moc na území celého Nizozemí až po řeku Sommu. Vyženil také Flandry a své tituly tak postupně rozšířil o lucemburského vévodu a o hraběte flanderského, holandského a zeelandského. Chyběl mu již jen titul krále francouzského, leč burgundský dijonský dvůr reprezentoval francouzskou kulturu mnohem lépe, než „francouzský“ dvůr pařížský.
O tom, že vztahy mezi Filipem a Karlem nebyly zrovna nejlepší, vypovídala již situace za samotné Stoleté války. Ještě v roce 1429 nechal Filip založit Řád zlatého rouna, rytířské bratrstvo, jejichž meče měl k dispozici. Karel se jeho moci natolik obával, že ještě za Stoleté války jej vyvázal z lenní přísahy a de facto jej nechal vládnout samostatně a bez závislosti na vůli ustrašeného krále. Napjatá nitka bezvýchodnosti praskla v roce 1440, kdy proti Karlovi VII. vypuklo povstání vedené jeho synem, Ludvíkem XI., který našel útočiště a zároveň plánovací centrum pro své válečné operace na dvoře Filipa III. Této revoltě se říká podle její podobnosti s husitským hnutím Praguerie. Po potlačení tohoto povstání musel Ludvík XI. uprchnout k burgundskému vévodovi Filipu Dobrému, kde pobýval až do roku 1456. V letech 1456–1461 pobýval v Brabantsku. S otcem se již nikdy neusmířili.
V roce 1458 u krále Karla VII. propukla neznámá nemoc, která jej připoutala na lůžko a sužovala horečkami. V roce 1461 se u něj objevily známky paranoidního chování - král obviňoval každého ze svých vazalů, ale i sluhů a poddaných ze zrady ve prospěch jeho vypovězeného syna. Ve stejné době se jeho tělem šířila nemocí způsobená infekce, která pronikla až do oblasti čelisti a zabránila králi v požívání jakýchkoliv potravin. 22. července 1461 král zemřel hlady. Pohřben byl v hrobce svých rodičů v Saint-Denis.
Po jeho skonu se do Francie vrátil Ludvík XI. a stal se novým francouzským králem.

## Vývod z předků
|            |                             |  |                  |                            |  |  |  |  |  |  |  | Filip VI. Francouzský |
|            |                             |  |                  |                            |  |  |  |  |  |  |  |                       |
|            | Jan II. Francouzský         |  |                  |                            |  |  |  |  |  |  |  |                       |
|            |                             |  |                  |                            |  |  |  |  |  |  |  |                       |
|            |                             |  |                  | Jana Burgundská            |  |  |  |  |  |  |  |                       |
|            |                             |  |                  |                            |  |  |  |  |  |  |  |                       |
|            | Karel V. Francouzský        |  |                  |                            |  |  |  |  |  |  |  |                       |
|            |                             |  |                  |                            |  |  |  |  |  |  |  |                       |
|            |                             |  |                  | Jan Lucemburský            |  |  |  |  |  |  |  |                       |
|            |                             |  |                  |                            |  |  |  |  |  |  |  |                       |
|            | Jitka Lucemburská           |  |                  |                            |  |  |  |  |  |  |  |                       |
|            |                             |  |                  |                            |  |  |  |  |  |  |  |                       |
|            |                             |  |                  | Eliška Přemyslovna         |  |  |  |  |  |  |  |                       |
|            |                             |  |                  |                            |  |  |  |  |  |  |  |                       |
|            | Karel VI. Francouzský       |  |                  |                            |  |  |  |  |  |  |  |                       |
|            |                             |  |                  |                            |  |  |  |  |  |  |  |                       |
|            |                             |  |                  | Ludvík I. Bourbonský       |  |  |  |  |  |  |  |                       |
|            |                             |  |                  |                            |  |  |  |  |  |  |  |                       |
|            | Petr I. Bourbonský          |  |                  |                            |  |  |  |  |  |  |  |                       |
|            |                             |  |                  |                            |  |  |  |  |  |  |  |                       |
|            |                             |  |                  | Marie z Avesnes            |  |  |  |  |  |  |  |                       |
|            |                             |  |                  |                            |  |  |  |  |  |  |  |                       |
|            | Johana Bourbonská           |  |                  |                            |  |  |  |  |  |  |  |                       |
|            |                             |  |                  |                            |  |  |  |  |  |  |  |                       |
|            |                             |  |                  | Karel I. z Valois          |  |  |  |  |  |  |  |                       |
|            |                             |  |                  |                            |  |  |  |  |  |  |  |                       |
|            | Izabela z Valois            |  |                  |                            |  |  |  |  |  |  |  |                       |
|            |                             |  |                  |                            |  |  |  |  |  |  |  |                       |
|            |                             |  |                  | Mahaut ze Châtillonu       |  |  |  |  |  |  |  |                       |
|            |                             |  |                  |                            |  |  |  |  |  |  |  |                       |
| Karel VII. |                             |  |                  |                            |  |  |  |  |  |  |  |                       |
|            |                             |  |                  |                            |  |  |  |  |  |  |  |                       |
|            |                             |  | Ludvík IV. Bavor |                            |  |  |  |  |  |  |  |                       |
|            |                             |  |                  |                            |  |  |  |  |  |  |  |                       |
|            | Štěpán II. Bavorský         |  |                  |                            |  |  |  |  |  |  |  |                       |
|            |                             |  |                  |                            |  |  |  |  |  |  |  |                       |
|            |                             |  |                  | Beatrix Svídnicko-Javorská |  |  |  |  |  |  |  |                       |
|            |                             |  |                  |                            |  |  |  |  |  |  |  |                       |
|            | Štěpán III. Bavorský        |  |                  |                            |  |  |  |  |  |  |  |                       |
|            |                             |  |                  |                            |  |  |  |  |  |  |  |                       |
|            |                             |  |                  | Fridrich II. Sicilský      |  |  |  |  |  |  |  |                       |
|            |                             |  |                  |                            |  |  |  |  |  |  |  |                       |
|            | Alžběta Sicilská            |  |                  |                            |  |  |  |  |  |  |  |                       |
|            |                             |  |                  |                            |  |  |  |  |  |  |  |                       |
|            |                             |  |                  | Eleonora z Anjou           |  |  |  |  |  |  |  |                       |
|            |                             |  |                  |                            |  |  |  |  |  |  |  |                       |
|            | Isabela Bavorská            |  |                  |                            |  |  |  |  |  |  |  |                       |
|            |                             |  |                  |                            |  |  |  |  |  |  |  |                       |
|            |                             |  |                  | Stefano Visconti           |  |  |  |  |  |  |  |                       |
|            |                             |  |                  |                            |  |  |  |  |  |  |  |                       |
|            | Bernabo Visconti            |  |                  |                            |  |  |  |  |  |  |  |                       |
|            |                             |  |                  |                            |  |  |  |  |  |  |  |                       |
|            |                             |  |                  | Valentina Doria            |  |  |  |  |  |  |  |                       |
|            |                             |  |                  |                            |  |  |  |  |  |  |  |                       |
|            | Taddea Visconti             |  |                  |                            |  |  |  |  |  |  |  |                       |
|            |                             |  |                  |                            |  |  |  |  |  |  |  |                       |
|            |                             |  |                  | Mastino II. della Scala    |  |  |  |  |  |  |  |                       |
|            |                             |  |                  |                            |  |  |  |  |  |  |  |                       |
|            | Beatrice Regina della Scala |  |                  |                            |  |  |  |  |  |  |  |                       |
|            |                             |  |                  |                            |  |  |  |  |  |  |  |                       |
|            |                             |  |                  | Taddea da Carrara          |  |  |  |  |  |  |  |                       |
|            |                             |  |                  |                            |  |  |  |  |  |  |  |                       |